# Fonte PostScript
Les fontes PostScript sont un ensemble de spécifications de fontes par contours développées par la société Adobe pour les polices de caractères numériques professionnelles, qui utilisent le format PostScript pour encoder l'information de la fonte.

## Types de fontes

### Type 0
Le Type 0 est un format de fonte « composite », comme décrit dans le manuel de référence du langage PostScript (deuxième édition). Une fonte composite est composée d'une fonte de haut niveau qui référence plusieurs fontes descendantes.

### Type 1
Le Type 1 (également connu sous le nom « PostScript », « PostScript Type 1 », « PS1 », « T1 » ou « Adobe Type 1 ») est un format de fonte pour les fontes romanes encodée sur un seul octet, utilisé avec le logiciel Adobe Type Manager ainsi qu'avec les imprimantes PostScript. Il supporte le hinting de fontes.
Ce format était un ensemble de spécifications propriétaires à l'origine, mais Adobe a décidé de les rendre libres pour les fabricants tiers, à la condition que toutes les fontes Type 1 adhèrent à ces spécifications.

### Types 9, 10, 11
Ghostscript les référence respectivement comme « CID font types 0, 1, et 2 », documentés dans les suppléments d'Adobe. Les Types 9, 10 et 11 sont des fontes indexées CID enregistrant respectivement les Types 1, 3 et 42.

### Type 42
Le Type 42 est un format de fonte TrueType embarqué dans un format de fichier PostScript, permettant aux imprimantes compatible avec le langage PostScript et contenant un rasterizer TrueType, qui fut la première implémentation dans l'interpréteur PostScript version 2010 comme une fonctionnalité optionnelle. La prise en charge des fontes asiatiques TrueType multi-octets fut ajoutée dans la version 2015. Le choix du numéro 42, en dehors de la séquence, serait une référence au livre Le Guide du voyageur galactique, où 42 est la réponse à la vie, à l'univers et au reste.

## Formats de fichier

### CID
Une fonte CID (également connue sous le nom fonte CID à clé (CID-keyed Font), ou fonte basée sur CID (CID-based Font) est un format de fichier de fonte PostScript conçu pour gérer un nombre important de glyphes. Il a été développé pour prendre en charge les ensembles de caractères non-romains comme ceux qui comprennent plus de caractères que les formes de caractères romains qui constituent la majorité des fontes occidentales, incluant les fontes Identity-H et Identity-V.
Adobe a développé le format de fonte CID à clé, pour résoudre les problèmes dans les fontes OCF/Type 0, ainsi que pour résoudre les problèmes pour les grands ensembles de caractères et les codages des formes complexes d'Extrême-Orient CJK (Chine, Japon, Corée (China, Japan, Korea en anglais)).
Le format de fonte à clé CID peut être utilisé avec le format de fonte Type 1 pour les fontes à clé CID standards ou Type 2 pour les fontes OpenType à clé CID.

### Multiple Master
Article principal : Fonte Multiple master
Les fontes Multiple master (ou fontes MM) sont une extension des fontes PostScript Type 1 d'Adobe Systems. Elles sont maintenant majoritairement remplacées par le format plus avancé OpenType. Les Fontes Multiple master contiennent un ou plusieurs maîtres (masters) — c'est-à-dire styles de fontes originaux — et permettent à l'utilisateur d'interpoler ces styles de fontes le long d'étendue continue d'axes.

## Formats dérivés
Le format OpenType peut utiliser le compactage CFF/Type 2 qui permet de décrire des glyphes PostScript.